# Nevermore (canción de Queen)
Nevermore (en español, Nunca más) es una canción compuesta por Freddie Mercury. Es la octava pista perteneciente al álbum de estudio Queen II, de la banda de rock británica Queen.
La canción es una balada caracterizada por el acompañamiento de piano, los matices de las voces (todas ellas interpretadas por Mercury) y la corta duración de la misma.

## En directo
«Nevermore» sólo se ha interpretado en directo en una ocasión, en la Sesión 4 de actuación de la banda en la BBC, el 3 de abril de 1974 que fue publicada en el álbum On Air en el año 2016.
Nunca formó parte de una gira musical del grupo.